# Виктор Бромер
Виктор Брегнер Бромер (дан. Viktor Bregner Bromer; Орхус, 20. април 1993) дански је пливач чија специјалност су трке делфин стилом на 200 метара. Вишеструки је национални првак и рекордер, учесник европских и светских првенстава и Олимпијских игара и некадашњи европски првак на 200 метара делфин стилом.

## Спортска каријера
Бромер је међународну каријеру започео као јуниор учествујући на Европском јуниорском првенству у Хелсинкију и на почетку каријере такмичио се у тркама слободним стилом. Сениорску каријеру започиње током 2012. године базирајући се на трке делфин стилом и већ на првом такмичењу, Европском првенству у малим базенима у Шартру осваја и прву медаљу, сребрну, у трци на 200 метара делфин стилом. На Европском првенству у Берлину 2014. осваја златну медаљу у трци на 200 делфин, што је било његово прво одличје на неком од такмичења у великим базенима.
Године 2015. дебитује на светском првенству које се одржало у руском Казању, а у својој примарној дисциплини 200 делфин осваја пето место у финалу. У децембру исте године осваја сребрну медаљу на европском првенству у малим базенима у истој дисциплини. На Европском првенству у Лондону 2016. осваја сребрну медаљу на 200 делфин уз испливану олимпијску норму за ЛОИ 2016. у Рију. У Рију је Бромер наступио у својој примарној дисциплини на 200 делфин и успео је да се пласира у своје прво олимпијско финале које је окончао на шестој позицији, оставивши иза себе Ласла Чеха и Луиса Крунена.
Други наступ на светским првенствима имао је у Будимпешти 2017. где је био седми на 200 делфин и 33. на дупло краћој деоници. На светском првенству у корејском Квангџуу 2019. био је тек 26. у квалификацијама трке на 200 делфин, а пливао је и у квалификацијама штафете на 4×100 мешовито.